# USM Blida (volley-ball)
Maillots
La section volley-ball du club omnisports de l'Association Sportive Ville de Blida évolue au plus haut niveau national, la Nationale 1A classée parmi les clubs les plus titrés en Algérie, avec un palmarès de 5 championnats, 3 coupes d'Algérie et une Coupe  d'Afrique des clubs champions. 

## Records
Tournoi aux meilleurs joueurs en Coupe d'Afrique des clubs champions de volley-ball masculin 2002:
- Meilleur attaquant: Nassim Hedroug (ASV Blida)
- Meilleur bloqueur: Toufik Belaid (ASV Blida)
- Meilleur joueur de réception: Hassan Dif (ASV Blida).

## Palmarès
| Compétitions nationales | Compétitions internationales |
| --- | --- |
| - Championnat d'Algérie Senior (5) - Champion : 1994, 1997, 1998, 2001 et 2002. - Vice-champion : 2024. - 3e : 2005 et 2010. - Coupe d'Algérie Senior (3) - Vainqueur : 1997, 1999 et 2002. - Finaliste : 1993, 1998, 2001 et 2004. - Championnat d'Algérie Junior - Champion : ?. - Coupe d'Algérie Junior (2) - Vainqueur : 1994 et 2006. - Championnat d'Algérie Cadets (1) - Champion : 1992. - Coupe d'Algérie Cadets (2) - Vainqueur : 1993 et 1994. - Championnat d'Algérie Minimes (2) - Champion : 1992 et 2024. - Coupe d'Algérie Minimes (2) - Vainqueur : 1992 et 2024. | - Coupe d'Afrique des clubs champions - Finaliste : 1998. - Coupe d'Afrique des clubs vainqueurs de coupe (1) - Vainqueur : 2002. - Finaliste : 1992, 1997 et 2003. - Troisième : 1991. - Coupe arabe des clubs champions de volley-ball masculin - Troisième : 2001. |

| Compétitions nationales                                                                           |
| ------------------------------------------------------------------------------------------------- |
| - Championnat d'Algérie (2) - Championne : 1972 et 1973. - Coupe d'Algérie(1) - Vainqueur : 1973. |

## Effectifs

### Effectif masculin

ASV Blida Volleyball

| No                         | Nom                        | Date de naissance          | Taille                       | Poids                        | Poste                        |
| -------------------------- | -------------------------- | -------------------------- | ---------------------------- | ---------------------------- | ---------------------------- |
| 1                          | Salem Ziouche              |                            |                              |                              |                              |
| 2                          | Toufik Mahdjoubi           |                            |                              |                              |                              |
| 4                          | Walid Bouzid               |                            |                              |                              |                              |
| 5                          | Ahmed Bouzir               |                            |                              |                              |                              |
| 6                          | Islem Kallouche            |                            |                              |                              |                              |
| 10                         | Djilali Rabahi             |                            |                              |                              |                              |
| 12                         | Yaçine Larfi               |                            |                              |                              |                              |
| 13                         | Sami Bouziani              |                            |                              |                              |                              |
| 14                         | Ahmed Belkerdim            |                            |                              |                              |                              |
| 15                         | Samir Kallouche            |                            |                              |                              |                              |
| 16                         | Zouhir Achour              |                            |                              |                              |                              |
|                            |                            |                            |                              |                              |                              |
| Encadrement technique      | Encadrement technique      |                            | Légende                      | Légende                      | Légende                      |
| Entraîneur : Hacen Dif     | Entraîneur : Hacen Dif     | Entraîneur : Hacen Dif     | : Capitaine                  | : Capitaine                  | : Capitaine                  |
| Entraîneur(s) adjoint(s) : | Entraîneur(s) adjoint(s) : | Entraîneur(s) adjoint(s) : | : Joueur blessé actuellement | : Joueur blessé actuellement | : Joueur blessé actuellement |

### Effectif féminin
| No                           | Nom                          | Date de naissance            | Taille                       | Poids                        | Poste                        |
| ---------------------------- | ---------------------------- | ---------------------------- | ---------------------------- | ---------------------------- | ---------------------------- |
| 1                            | ?                            |                              | ?                            |                              | Passeur                      |
| 2                            | ?                            |                              | ?                            |                              | Réceptionneur-attaquant      |
| 3                            | ?                            |                              |                              |                              | Central                      |
| 4                            | ?                            |                              |                              |                              | Réceptionneur-attaquant      |
| 5                            | ?                            |                              |                              |                              | Passeur                      |
| 6                            | ?                            |                              |                              |                              | Réceptionneur-attaquant      |
| 7                            | ?                            |                              |                              |                              | Central                      |
| 8                            | ?                            |                              |                              |                              | Réceptionneur-attaquant      |
| 9                            | ?                            |                              |                              |                              | Attaquant                    |
| 10                           | ?                            |                              |                              |                              | Central                      |
| 11                           | ?                            |                              |                              |                              | Central                      |
| 12                           | ?                            |                              |                              |                              | Libero                       |
| 13                           | ?                            |                              |                              |                              | Central                      |
| 14                           | ?                            |                              |                              |                              | Passeur                      |
| 16                           | ?                            |                              |                              |                              | Réceptionneur-attaquant      |
| 18                           | ?                            |                              |                              |                              | Central                      |
|                              |                              |                              |                              |                              |                              |
| Encadrement technique        | Encadrement technique        |                              | Légende                      | Légende                      | Légende                      |
| Entraîneur : ?               | Entraîneur : ?               | Entraîneur : ?               | : Capitaine                  | : Capitaine                  | : Capitaine                  |
| Entraîneur(s) adjoint(s) : ? | Entraîneur(s) adjoint(s) : ? | Entraîneur(s) adjoint(s) : ? | : Joueur blessé actuellement | : Joueur blessé actuellement | : Joueur blessé actuellement |

## Personnalités du club

### Joueurs emblématiques
- Kamel Rabia
- Faycal Bencharif Hamida
- Mohamed Bentaleb
- Nassim Hedroug
- Toufik Belaid
- Hassan Dif
- Omar Agroum
- Riad Amrane
- Ali Kerboua
- Mourad Sennoun